# Serge Dié
Serge Dié (Serge Aristide Mhinseia Die) est un footballeur international ivoirien, né le 4 octobre 1977 à Abidjan (Côte d'Ivoire).

## Biographie
Jeune, en Côte d'Ivoire, il hésite longuement entre deux passions qu'il chérit particulièrement: le rugby à XV et le football, qu'il pratique parallèlement. Ce n'est que lorsqu'il est repéré par le club italien de la Reggina en 1997 qu'il décide de se donner entièrement au football. Par la suite, après plusieurs clubs en Italie, à l'âge de 25 ans, il débarque en France, à l'OGC Nice. Mais c'est à Metz qu'il est reconnu comme le joueur qu'il avait toujours rêvé d'être. Son agressivité, qui lui vaut parfois des ennuis (comme lorsqu'il fut expulsé d'un match après avoir plaqué un adversaire, dans le style atypique de Christian Labit, un rugbyman qu'il admire[réf. nécessaire]) est la caractéristique de son jeu, et de la vision qu'il entretient du football, qu'il compare régulièrement aux valeurs de l'ovalie. 
De retour de prêt, il rentre à Nice. Mais le jeu français ne convient pas à son jeu[réf. nécessaire], et il décide en 2004 de tenter l'aventure turque, dans le club de Kayseri Erciyesspor, où il évolue jusqu'en 2007.  
À la suite du mercato d'été 2007 Serge revient en France. En effet Ajaccio, en quête d’un milieu de terrain, engage l’Ivoirien que Gernot Rohr, alors entraîneur du club corse, a connu à Nice.  
En juin 2008, il signe avec le club grec Iraklis Salonique pour deux ans. En janvier 2010, il décide de s'engager avec l'ambitieux club de Kavala. Après une première saison intéressante (quatre buts, notamment), les choses se compliqueront et Die sera même prêté à un autre club grec, Veria, pour la saison 2011-2012. Revenu à Kavala la saison suivante, il signe ensuite au Xanthi pour une ultime aventure en Grèce,. Il inscrit notamment le but égalisateur contre les Belges du Standard en match aller du tour préliminaire de la Ligue Europa, sur coup franc.